# Geerstraat (buurtschap)
De Geerstraat (Nedersaksisch: De Geerstraote) is een buurtschap in de Nederlandse provincie Gelderland, gelegen ongeveer vijf kilometer ten oosten van Vaassen, en ten oosten van het Apeldoorns Kanaal. De buurtschap is genoemd naar de gelijknamige straat.
De namen Geerstraat en de Geer komen al voor in het doopboek van Vaassen in de 17de eeuw. Op de kadasterkaart van 1832 ligt het huis of de boerderij de Geer op de hoek van de Geerstraat noordzijde en de Grote Wetering/Veluwsedijk. De naam verwijst vermoedelijk naar de vorm van het perceel (schuine strook land).
Ook deze buurtschap werd in 2001 ernstig getroffen door de MKZ-crisis.
In de toekomst wil men grootschalige agrarische bedrijven in dit gebied concentreren.

## Geerstraatschool
Na het instellen van de leerplicht in het jaar 1900 kwam er, vanwege de grote afstand van de buurtschap tot de omringende dorpen, behoefte aan een school. In 1904 werd deze nieuwe school geopend.
De school had te lijden onder de gelijkstelling van het bijzondere onderwijs met het openbare. Toen in Vaassen zowel een protestantse als rooms-katholieke basisschool werd opgericht verloor de Geerstraatschool veel leerlingen.
De school heeft lange tijd tegen de opheffingsnorm gevochten. Nu de school een dependance van de openbare basisschool 'de Sprenge' is geworden is dit gevaar geweken.

## Evenementen
De Geerstraat heeft een actieve buurtvereniging, die jaarlijks begin juli een buurtfeest organiseert en een pleinmarkt in september. Daarnaast worden er het hele jaardoor activiteiten voor de buurt georganiseerd en zijn er diverse sport- en vrije tijd clubs aangesloten bij de vereniging. 
De buurtvereniging heeft een eigen buurtgebouw in de Geerstraatschool.

## Straten
Door de buurtschap Geerstraat lopen de volgende straten:
- Bokkerijweg
- Bossenbroekerweg
- Ganzenebbeweg
- Geerstraat
- Hafkamperveldweg
- Kanaalweg
- Oude Sluisweg
- Sluisweg
- Weteringdijk